# Сингалевич-Мазепа Наталія
Ната́лія Миколаївна Сингале́вич-Мазе́па (19 січня 1883  Бахтин (Могилів-Подільський район) — 14 лютого 1945, Прага) — українська громадська діячка і лікар-бактеріолог.

## Біографія
Родом із Кам'янця Подільського. Дружина Ісаака Мазепи, мати художниці Галини Мазепи-Коваль.
У Санкт-Петербурзі навчалася в медичному жіночому інституті. За студентських часів була активним членом Петербурзької групи РУП-УСДРП. У Петербурзі познайомилася з Ісааком Мазепою, одружилася з ним, тут 9 лютого 1910 року в них народилася дочка Наталія.
Відпрацьовувала державну стипендію в Бессарабії.
Згодом оселилася в Катеринославі. Працювала як лікар у бактеріологічному інституті, а також викладала в гімназіях. У Катеринославі 1912 року народилася і охрещена в Преображенському соборі друга дочка Тетяна (хрещені батьки гірничий інженер Петро Главацький та дочка старшого катеринославського землеміра Августа Ярмоленко). Чоловік у цей час відбував службу в Нижньому Новгороді. Про батьків новонародженої Тетяни Мазепи в метричному записі зазначено так: "Проживающий в г. Екатеринославе Коллежский Секретарь Иван (sic!) Прохорович Мазепа и законная жена его Наталия Николаевна, оба православные". Напевно через відсутність чоловіка на обряді хрещення в метричній книзі є додатковий запис про паспортні дані чоловіка: "Паспорт выдан Нижегородским город(ским) полицейским управлением 1912 года Апреля 12 дня за № 180. Наталия Николаевна Мазепа".
Дочка Тетяна помре під час Другої світової війни в Празі від запалення легенів.
1915 року родина Мазепів воз'єдналася в Катеринославі. Коли чоловік під час Української революції обіймав високі державні посади, жила в Катеринославі. Цілі дні, а то й ночі проводила в бактеріологічному інституті, де щеплювала вакцину проти холери й тифу як українським, так і російським червоним і білим воякам .
1921 року Ісаак Мазепа послав до родини тітку Ніну, досвідчену у військовій розвідці. Та з великими перешкодами перевела Наталію з доньками — малою Тетяною на руках і 11-річною Галиною — за річку Збруч .
Як бактеріолог працювала в Катеринославі, на Волині і (з 1923 року) у Празі.
Коли подружжя з доньками Галиною і Тетяною мешкало у Празі, пані Наталя публікувалася у чеських фахових журналах, видала українською мовою підручник із соціальної гігієни. Була професором Українського технічно-господарського інституту.
Трагічно загинула разом з онуками Володимиром і Юрієм (синами Галини Мазепи-Коваль) 14 лютого 1945 року під час нальоту на Прагу американської авіації .

## Праці
Праці у чеських фахових журналах, українською мовою підручник із соціальної гігієни.